# Stenotarsus pisoniae
Stenotarsus pisoniae es una especie de coleóptero de la familia Endomychidae.

## Distribución geográfica
Habita en Australia.